# Eduard Pospichal
Eduard Ludvik Pospichal (13 de junio de 1838 - 24 de abril de 1905) fue un botánico austríaco de ascendencia bohemia, nacido en Leitomischl; hoy Litomyšl, República Checa.
Pospichal fue maestro en una Escuela secundaria de Trieste. Fue autor de Flora des Oesterreichischen Küstenlandes (1897-99), un tratado comprensivo de la flora de regiones del noreste de las costas adriáticas. También publicó Flora des Flussgebietes der Cidlina und Mrdlina (1881): un estudio de plantas halladas a lo largo de los bancos de los ríos Cidlina y Mrdlina en Bohemia.
- La abreviatura «Posp.» se emplea para indicar a Eduard Pospichal como autoridad en la descripción y clasificación científica de los vegetales.[1]